# Euseius eremicus
Euseius eremicus är en spindeldjursart som först beskrevs av Chaudhri, Akbar och Rasool 1979.  Euseius eremicus ingår i släktet Euseius och familjen Phytoseiidae. Inga underarter finns listade i Catalogue of Life.